# Novelle estravaganti
Le novelle estravaganti sono una serie di novelle scritte da Luigi Pirandello, rimase escluse dalla raccolta delle Novelle per un anno (che rimase incompiuta alla sua morte) e pubblicate in seguito come appendice della stessa. 

## Elenco
Pirandello aveva pianificato una raccolta di 365 novelle divise in 24 volumi, ma riuscì a pubblicare solo i primi 14 volumi (ciascuno con 15 novelle), mentre il 15° uscì poco dopo la sua morte (con 12 novelle da lui predisposte, più 3 aggiunte dall'editore). Iniziò poi l'opera di ricerca delle rimanenti novelle, in molti casi già pubblicate anni prima in giornali e riviste, ma che Pirandello, per vari motivi, non aveva voluto o potuto includere nella raccolta. Le prime 21 di queste (in realtà 19, dato che due di esse erano divise in due parti), raccolte da Manlio Lo Vecchio Musti, apparvero in appendice all'edizione Mondadori del 1938, altre si aggiunsero in edizioni successive.
La più recente e completa edizione riporta 32 "novelle sparse", di cui le ultime quattro fino allora inedite:
1. Capannetta [* 1]
2. La ricca [* 1]
3. L’onda [* 2]
4. La signorina [* 2]
5. L’amica delle mogli [* 2]
6. I galletti del bottajo [* 2]
7. Il «no» di Anna [* 2]
8. Il nido [* 1]
9. Dialoghi tra il Gran Me e il piccolo me
  1. Nostra moglie [* 2]
  2. L'accordo [* 2]
  3. La vigilia [* 1]
  4. In società [* 1]
10. Chi fu? [* 2]
11. Natale sul Reno [* 1]
12. Sogno di Natale [* 2]
13. Le dodici lettere [* 2]
14. Creditor galante [* 3]
15. La paura [* 2]
16. La scelta [* 2]
17. Alberi cittadini [* 2]
18. Prudenza [* 2]
19. La signora Speranza [* 2]
20. La Messa di quest’anno [* 1]
21. Personaggi
22. Stefano Giogli, uno e due [* 2]
23. Maestro Amore [* 2]
24. Colloquii coi personaggi (parti I e II)[* 2]
25. I due giganti [* 3]
26. Frammento di cronaca di Marco Leccio e della sua guerra sulla carta nel tempo della grande guerra europea [* 2]
27. I muricciuoli, un fico, un uccellino
28. Sgombero [* 2]
29. Pianto segreto [* 4][* 5]
30. Alla salute! [* 4]
31. Giorno di pioggia [* 4]
32. L’uomo di tutte le donne [* 4]

Non sono mai state ripubblicate in nessuna raccolta le novelle Incontro, poi rielaborata col titolo La veglia e inserita nel volume VI, e Disdetta, uscita in due parti, la seconda delle quali intitolata Disdetta (continuazione e fine), rielaborata e e pubblicata come La disdetta di Pitagora nel volume X.

## Personaggi

### Trama e analisi
La novella inizia con Pirandello nelle vesti di giudice alla ricerca di nuovi personaggi per le sue future novelle.Più precisamente, Pirandello assume le sembianze di un Dio letterario, che crea il suo personaggio in base alle sue richieste. Ma essi molte volte non sono soddisfatti del trattamento ricevuto definendo Pirandello un autore beffardo perché fa ridere la gente sulle miserie dei personaggi. Vi è anche una forte allusione al romanzo Uno, nessuno e centomila:
riferimento al difetto fisico di Vitangelo Moscarda.
Dalla teoria, Pirandello passa alla pratica analizzando una nuova udienza. Aiutato da una servetta lettrice di libri sulla filosofia di nome Fantasia, alludendo che la fonte di creazione dei suoi personaggi e dei suoi lavori sia la fantasia spesso influenzata da filosofi come Alfred Binet e Bergson, oltre che alla corrente irrazionalistica di fine secolo. Fa accomodare nel suo studio un signore ben vestito. Pirandello chiede come vuol essere chiamato, egli risponde Leandro Scoto, e Pirandello inquadrandolo bene acconsente la richiesta. Continuando il signor Leandro chiede se può essere dottore in scienze fisiche e matematiche, Pirandello dopo un breve dubbio acconsente anche a questa richiesta. Così Pirandello chiede al personaggio di porgli il libro che ha portato con sé, egli titubante glielo mostra e Pirandello alla vista dell'autore: Leadbeater, un Teosofo, va su tutte le furie: perché aveva già usato un teosofo per il suo romanzo e perché le teorie teosofiche andavano contro i suoi ideali da dottore di scienze fisiche e matematiche. Leandro chiede perdono giustificando che nel libro ha trovato un passo interessante:
Leandro fa l'esempio di personaggi come Shylock, Amleto, Giulietta, Don Chisciotte, Don Abbondio, essi sono indipendenti dai loro autori, così Leandro afferma di voler far parte di un capolavoro che lo renda immortale. Ma Pirandello risponde schietto:" Per il capolavoro ripassi domani".

## Incontro

### Trama
La novella inizia con il Mauri che accompagna un medico al letto di Fulvia. Arrivato vicino a essa, chiede una boccetta di caffeina. Nella camera vi era anche un prete che porta in un'altra stanza il Mauri e cerca di convincerlo ad andare via.
Subito dopo il prete ritorna in camera e congeda Giacomo, il medico, nonché ex-marito della moribonda Fulvia. Nella sua mente si opponeva all’immagine di Fulvia su un letto d’ospedale quella che aveva serbato dai primi anni di matrimonio, soltanto i capelli erano rimasti uguali. Così Pirandello introduce un flashback: undici anni fa, Fulvia aveva lasciato la casa coniugale per scappare con un altro uomo per colpa di Giacomo che negli atti aveva preso coscienza del suo errore. Così l’accorrere al letto di morte doveva essere per Fulvia una richiesta di perdono. A un tratto Giacomo ricorda del rimedio non ancora attuato e inietta una boccetta di caffeina sul braccio di Fulvia che si scuote per un attimo ma successivamente non dà più alcun segno di vita. Dall’altra stanza il Mauri ripeteva di porre fine alla sua sofferenza, così Giacomo lo affronta cercando a sua volta di allontanarlo.
Così Marco (solo adesso veniamo a conoscenza del nome del Mauri) dice che ha amato Fulvia quando stava con un altro e non aveva motivo di provare invidia. Inoltre Fulvia si è ammazzata per lui, sparandosi al petto, e che ormai Giacomo era stato perdonato e non c'entrava più niente.
Ella aveva questo concetto: ha perdonato Marco Mauri che non le aveva raccontato di avere una famiglia e motivo per il quale si è sparata e ha perdonato il vigliacco che l’aveva abbandonata.
Appena finito il discorso il Mauri accorre al letto e, vedendo Fulvia morta, scoppia in un piano disperato, subito a questo pianto si unisce la preghiera dei defunti recitata dal sacerdote.